# Сокольский, Лев Евгеньевич
Лев Евгеньевич Соко́льский (1909/1910—1970) — советский кинооператор. заслуженный деятель искусств РСФСР (1969).

## Биография
Родился 30 декабря 1909 (12 января 1910 год)а в Курске. В 1931 году окончил операторский факультет Ленинградского кинофототехникума. С 1932 года работает на киностудии «Ленфильм» ассистентом оператора, затем оператором. Снимал в основном вместе с М. Ш. Магидом. Во время Великой Отечественной войны служил начальником фотослужбы воздухоразведывательного дивизиона.
Умер 10 сентября 1970 года.

## Фильмография
с А. М. Назаровым
- 1938 — Год девятнадцатый (с В. А. Данашевским и В. Ф. Левитиным)
- 1967 — Зелёная карета

с М. Ш. Магидом
- 1941 — Маскарад
- 1947 — За тех, кто в море! (с В. В. Гордановым)
- 1949 — Академик Иван Павлов (с В. В. Гордановым и Е. П. Кирпичёвым)
- 1950 — Мусоргский
- 1952 — Римский-Корсаков
- 1952 — Советская Бурят-Монголия (док; с А. Завьяловым и В. Максимовичем)
- 1953 — Тени
- 1955 — Дело Румянцева
- 1955 — Михайло Ломоносов
- 1957 — Поддубенские частушки
- 1958 — Дорогой мой человек
- 1959 — Повесть о молодожёнах
- 1960 — Эзоп
- 1960 — Пойманный монах
- 1962 — Когда разводят мосты
- 1965 — Перед судом истории (док.)
- 1965 — Первый посетитель

## Награды и премии
- заслуженный деятель искусств Бурят-Монгольской АССР (1952)
- заслуженный деятель искусств РСФСР (1969)
- Сталинская премия первой степени (1950) — за фильм «Академик Иван Павлов» (1949)
- Сталинская премия первой степени (1951) — за фильм «Мусоргский» (1950)
- орден Красной Звезды (21.5.1945)
- Медаль «За трудовое отличие» (6.3.1950) — за выдающиеся заслуги в развитии советской кинематографии, в связи с 30-летием[1]
- медали